# EasyInstall
EasyInstall 是一個Python語言的軟件包管理系統 。EasyInstall提供一個標準的分配Python軟件和 函式庫的格式。 easy_install是一個附帶设置工具的模块，和一個第三方函式庫。這樣是旨在加快Python函式庫的分配程式的速度。這個程式類似用於Ruby語言的RubyGems 。

## 外部連結
- 官方网站
- PyPI 项目頁面（页面存档备份，存于）
- EasyInstall文档
- setuptools文档
- Python Eggs